# Rapid-Giuleștistadion
Het Rapid-Giuleștistadion (Roemeens: Stadionul Rapid-Giulești) is een voetbalstadion in de wijk Giulești, in de Roemeense hoofdstad Boekarest. Het stadion is de thuishaven van Rapid Boekarest en biedt plaats aan 14.050 toeschouwers.
De opening van het stadion stond gepland voor de zomer van 2020, zodat teams in het stadion konden trainen tijdens het EK voetbal 2020, waarbij Boekarest gaststad was. Het stadion werd echter pas in maart 2022 geopend. De eerste grote wedstrijd in het stadion was de finale van de Cupa României 2022, de Roemeense voetbalbeker, tussen Sepsi OSK en FC Voluntari.
Het stadion staat op dezelfde plek als het voormalige Giuleștistadion.

## Interlandoverzicht
| 1 | 11 juni 2022      | Roemenië – Finland               | 1 – 0 | UEFA Nations League | 11.503 |
| 2 | 14 juni 2022      | Roemenië – Montenegro            | 0 – 3 | UEFA Nations League | 11.657 |
| 3 | 26 september 2022 | Roemenië – Bosnië en Herzegovina | 4 – 1 | UEFA Nations League | 12.693 |